# Głoginin
Głoginin – wieś w Polsce położona w województwie wielkopolskim, w powiecie gostyńskim, w gminie Borek Wielkopolski przy drodze wojewódzkiej nr. 438.
W źródłach datowanych na rok 1420 Głoginin pojawia się jako osada rycerska, w której osiedlili się sołtys posiadający 3 łany ziemi oraz 21 kmieci. Na początku XVI wieku powstał tu folwark pańszczyźniany. W okresie Wielkiego Księstwa Poznańskiego (1815-1848) miejscowość należała do wsi większych w ówczesnym pruskim powiecie Krotoschin (Krotoszyn) w rejencji poznańskiej. Głoginin należał do okręgu borkowskiego tego powiatu i stanowił część majątku Zimna woda, którego właścicielem był wówczas Hieronim Rychłowski. Według spisu urzędowego z 1837 roku wieś liczyła 224 mieszkańców, którzy zamieszkiwali 32 dymy (domostwa). Proces uwłaszczenia chłopów miał miejsce w roku 1841, a w okolicach 1880 roku nastąpiła parcelacja pewnej części folwarku. W latach 1975–1998 miejscowość administracyjnie należała do województwa leszczyńskiego. Na przestrzeni lat do roku 2011 liczba ludności wsi osiągnęła liczbę 240 mieszkańców, z czego większość aktywnie żyje z działalności rolniczej.
Niedaleko obszaru Głoginina wznosi się niewielkie wzniesienie, na którym umieszczony jest krzyż. Prawdopodobnie pod tym krzyżem spoczywają ofiary epidemii cholery, która dotknęła te ziemie w XIX wieku.